# Bur Umepanu
Bur Umepanu är ett berg i Indonesien.   Det ligger i provinsen Aceh, i den västra delen av landet, 1 600 km nordväst om huvudstaden Jakarta. Toppen på Bur Umepanu är 1 055 meter över havet, eller 74 meter över den omgivande terrängen. Bredden vid basen är 1,1 km.
Terrängen runt Bur Umepanu är kuperad österut, men västerut är den bergig. Runt Bur Umepanu är det ganska glesbefolkat, med 21 invånare per kvadratkilometer. I omgivningarna runt Bur Umepanu växer i huvudsak städsegrön lövskog.